# Abies spectabilis
Abies spectabilis (D.Don) Mirb., o Abete dell'Himalaya orientale, è un abete nativo dell'Himalaya, presente in Afghanistan, Pakistan, Nepal, Cina (Xizang), India settentrionale.

## Etimologia
Il nome generico Abies, utilizzato già dai latini, potrebbe, secondo un'interpretazione etimologica, derivare dalla parola greca ἄβιος, ovvero "longevo". Il nome specifico spectabilis fa riferimento all'aspetto splendido e superbo di questo albero.

## Descrizione

### Portamento
È una conifera sempreverde di taglia media o grande che può raggiungere i 60 metri d'altezza, con chioma larga e conica e i rami che si sviluppano orizzontalmente. I virgulti sono di color rosso-marrone, profondamente solcati e pubescenti.

### Foglie

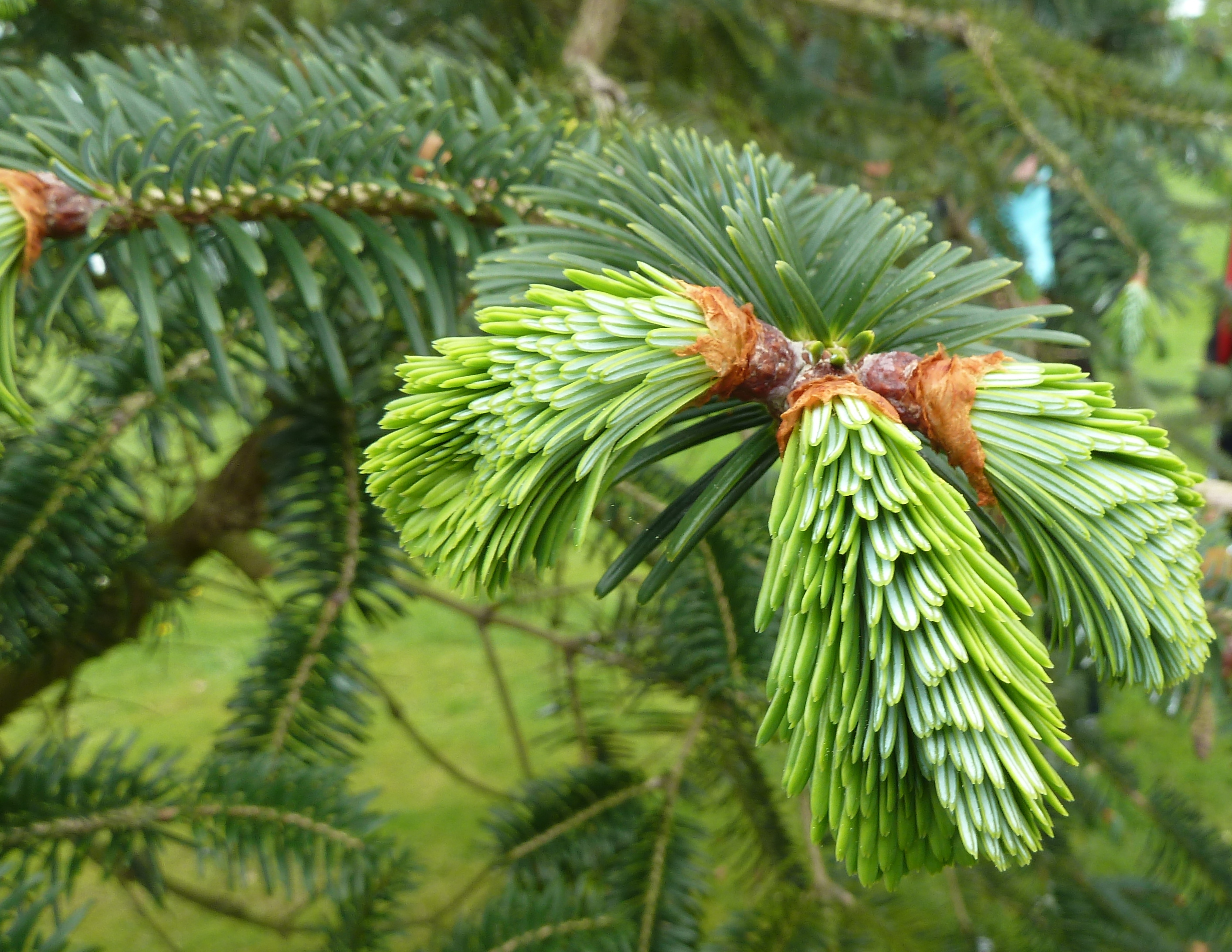
Aghi

Le foglie sono aghi lunghi 2-6 cm, color verde scuro lucido superiormente, e con due larghe bande di stomi inferiormente, con punte acute; crescono su parecchie linee nella parte superiore dei virgulti. Le gemme sono larghe, arrotondate e resinose.

### Frutti
Sono coni cilindrici, lunghi 14-20 cm e larghi circa 7 cm , purpurei da giovani, marroni da maturi; le scaglie, che celano le brattee, sono larghe 1,5-2 cm.

### Corteccia
La corteccia del fusto è ruvida e scagliforme, di color grigio-scuro.

## Distribuzione e habitat
Questa specie è dominante nelle foreste dell'Himalaya centrale e occidentale, a quote comprese tra i 3000 e i 4000 metri, anche se occasionalmente si ritrova sui pendii fino a 2450 metri. Necessitando di condizioni fresche e umide, vegeta più facilmente nei pendii rivolti a settentrione, lasciando campo libero ad arbusti e specie erbose nei pendii rivolti a sud.

## Tassonomia

### Sinonimi
Numerosi sono i sinonimi:
- Abies brevifolia (A.Henry) Dallim.
- Abies chilrowensis Pall.
- Abies spectabilis subsp. langtangensis(Silba) Silba
- Abies spectabilis var. langtangensis Silba
- Abies webbiana (Wall. ex D.Don) Lindl.
- Picea naphta Knight
- Picea webbiana (Wall. ex D.Don) Loudon
- Pinus spectabilis D.Don
- Pinus striata Buch.-Ham. ex Gordon & Glend.
- Pinus tinctoria Wall. ex D.Don

## Usi
Il legno viene utilizzato in edilizia, in particolare per la costruzione di parti interne delle case, analogamente a quello di Abies pindrow; tuttavia le quote molto elevate del suo habitat rendono l'abete dell'Himalaya orientale economicamente meno importante; un altro utilizzo particolare del suo legno è nella fabbricazione di scatole da tè. Con le pigne purpuree viene realizzata una tintura.

## Conservazione
Nonostante l'areale molto esteso, Abies spectabilis è stato sottoposto ad un utilizzo eccessivo soprattutto alle quote meno elevate, con una diminuzione stimata della popolazione del 25%: viene classificata pertanto come Near Threatened, categoria prossima a quelle delle specie a rischio nella Lista rossa IUCN.